# William Guarnere
William J. Guarnere törzsőrmester (Philadelphia, Pennsylvania, 1923. április 28. – Philadelphia, 2014. március 8.) a második világháborúban az amerikai hadsereg 101. légi szállítású hadosztály 506. ejtőernyős gyalogezred 2. zászlóalj E (Easy) századának tiszthelyettese volt.

## Élete

### Ifjúkor
William Guarnere Dél-Philadelphiában, Pennsylvania államban született 10 gyermek közül a legfiatalabbként. Szülei, Joseph "Joe" és Augusta Guarnere mexikói származásúak voltak. A világgazdasági válság alatt csatlakozott a Polgárok Katonai Kiképzőtáborához. Három nyarat töltött a Polgárok Katonai Kiképzőtáborában, amelyet 4 év alatt lehetett teljesíteni. Azt tervezte, hogy a kiképzés befejezése után az Egyesült Államok hadseregének tisztje lesz, azonban kiképzésének harmadik évében a programot felfüggesztették az Európában küszöbön álló háború miatt.
A Pearl Harbor elleni japán támadást követően, 6 hónappal az érettségi előtt Guarnere otthagyta a dél-philadelphiai középiskolát és a Baldwin Mozdonygyárban vállalt munkát, ahol Sherman tankokat gyártottak a hadseregnek. Az, hogy elhagyta a középiskolát felzaklatta édesanyját, ugyanis egyik gyermeke sem érettségizett le, ezért Guarnere végül éjszakai műszakban kezdett el dolgozni, visszaült az iskolapadba és 1941-ben leérettségizett.
A munkája miatt felmentést kaphatott volna a katonai szolgálat alól, ő azonban nem élt ezzel a lehetőséggel.
1942. augusztus 31-én szülővárosában jelentkezett az ejtőernyősökhöz és elkezdte a kiképzést a Georgia állambeli Camp Toccoa-ban.

### A hadseregben
William Guarnere csatlakozott a 101. légi szállítású hadosztály 506. ejtőernyős gyalogezred 2. zászlóalj E (Easy) századához.
Az első harci ugrására a normandiai partraszálláskor került sor a szövetséges csapatok oldalán, Franciaországban. Guarnere a "Vad Bill" becenevet a németekkel szembeni vakmerősége miatt kapta. (A másik beceneve "Gonorrhoea" volt, mert hasonlított a vezetéknevéhez.)

## Fordítás
- Ez a szócikk részben vagy egészben  a   William Guarnere című angol Wikipédia-szócikk ezen változatának fordításán alapul.  Az eredeti cikk szerkesztőit annak laptörténete sorolja fel. Ez a jelzés csupán a megfogalmazás eredetét és a szerzői jogokat jelzi, nem szolgál a cikkben szereplő információk forrásmegjelöléseként.